# Olympische Sommerspiele 1960/Teilnehmer (Marokko)
| Gelbes Symbol für Goldmedaillen mit stilisierten Olympischen Ringen | Graues Symbol für Silbermedaillen mit stilisierten Olympischen Ringen | Braundes Symbol für Bronzemedaillen mit stilisierten Olympischen Ringen |
| ------------------------------------------------------------------- | --------------------------------------------------------------------- | ----------------------------------------------------------------------- |
| —                                                                   | 1                                                                     | —                                                                       |

Marokko nahm an den Olympischen Sommerspielen 1960 in der italienischen Hauptstadt Rom mit einer Delegation von 47 männlichen Sportlern an 45 Wettbewerben in zehn Sportarten teil.
Es war die erste Teilnahme Marokkos an Olympischen Sommerspielen.
Jüngster Athlet war mit 18 Jahren und 354 Tagen der Sprinter Mohamed Zouaki, ältester Athlet der Fechter Charles Bénitah (53 Jahre und 178 Tage).

## Medaillen
Mit einer gewonnenen Silbermedaille belegte das marokkanische Team Platz 32 im Medaillenspiegel.

### Silber
| Rhadi Ben Abdesselam | Leichtathletik | Marathon |

## Teilnehmer nach Sportarten

### Boxen
- Mohamed Atmani
  - Weltergewicht

Rang 17
Runde eins: Freilos
Runde zwei: Punktniederlage gegen Viljo Aho aus Finnland (2:3 Runden, 297:296 Punkte – 59:59 (Runde verloren), 58:60, 60:58, 60:59, 60:60 (Runde verloren))

- Abdel Kader Belghiti
  - Fliegengewicht

Rang 17
Runde eins: Freilos
Runde zwei: Punktniederlage gegen Rocky Gattellari aus Australien (0:5 Runden, 277:300 Punkte – 56:60, 55:60, 56:60, 54:60, 56:60)

- Moustafa Ben Lahbib
  - Mittelgewicht

Rang 17
Runde eins: Niederlage nach Punkten gegen Luigi Napoleoni aus Italien (0:5 Runden, 271:299 Punkte – 53:60, 55:60, 53:60, 55:60, 55:59)

- Ahmed Bouazza
  - Bantamgewicht

Rang 17
Runde eins: Freilos
Runde zwei: Punktniederlage gegen Oliver Taylor aus Australien (0:5 Runden, 287:299 Punkte – 58:59, 57:60, 57:60, 57:60, 58:60)

- Mohamed Boubekeur
  - Halbweltergewicht

Rang 17
Runde eins: Freilos
Runde zwei: Niederlage nach Punkten gegen Clement Quartey aus Ghana (0:5 Runden, 278:300 Punkte – 57:60, 55:60, 55:60, 55:60, 56:60)

- Abdel Kader Gangani
  - Leichtgewicht

Rang 17
Runde eins: Freilos
Runde zwei: Punktniederlage gegen Yasuyuki Ito aus Japan (0:5 Runden, 278:300 Punkte – 56:60, 54:60, 56:60, 55:60, 57:60)

- Mohamed Hassan
  - Federgewicht

Rang 17
Runde eins: Niederlage nach Punkten gegen Werner Kirsch aus Deutschland (1:4 Runden, 287:296 Punkte – 56:60, 59:58, 58:60, 57:59, 57:59)

### Fechten
Degen Mannschaft
- Ergebnisse
Runde eins: ausgeschieden in Gruppe fünf (Rang drei), kein Match gewonnen – zwei verloren, fünf Duelle gewonnen – 27 verloren
1:15-Niederlage gegen Großbritannien
4:12-Niederlage gegen Luxemburg
- Mannschaft
Mohamed Ben Joullon
Charles Bénitah
Abderraouf El-Fassy
Abbes Harchi
Abderrahman Sebti

Florett Mannschaft
- Ergebnisse
Runde eins: ausgeschieden in Gruppe sechs (Rang drei), kein Match gewonnen – zwei verloren, kein Duelle gewonnen – 32 verloren
0:16-Niederlage gegen die Vereinigten Staaten von Amerika
0:16-Niederlage gegen Polen
- Mannschaft
Jacques Ben Gualid
Mohamed Ben Joullon
Abderraouf El-Fassy
Charles El-Gressy
Abderrahman Sebti

Säbel Mannschaft
- Ergebnisse
Runde eins: ausgeschieden in Gruppe sechs (Rang drei), kein Match gewonnen – zwei verloren, ein Duell gewonnen – 31 verloren
0:16-Niederlage gegen die Vereinigten Staaten von Amerika
1:15-Niederlage gegen Deutschland
- Mannschaft
Jacques Ben Gualid
Mohamed Ben Joullon
Abderraouf El-Fassy
Abbes Harchi
Abderrahman Sebti

Einzel
- Jacques Ben Gualid
  - Säbel

Runde eins: ausgeschieden in Gruppe drei (Rang fünf), kein Duell gewonnen – vier verloren, acht Treffer erzielt – 20 erlitten
2:5-Niederlage gegen Jürgen Theuerkauff aus Deutschland
2:5-Niederlage gegen Ryszard Zub aus Polen
2:5-Niederlage gegen Boris Stawrew aus Bulgarien
2:5-Niederlage gegen Tsugeo Ozawa aus Japan

- Mohamed Ben Joullon
  - Florett

Runde eins: ausgeschieden in Gruppe zwölf (Rang sieben), kein Duell gewonnen – fünf verloren, sieben Treffer erzielt – 25 erlitten
0:5-Niederlage gegen Alberto Pellegrino aus Italien
2:5-Niederlage gegen Ion Drîmbă aus Rumänien
0:5-Niederlage gegen André Verhalle aus Belgien
1:5-Niederlage gegen Carl Schwende aus Kanada
4:5-Niederlage gegen Brian Hamilton aus Irland
  - Säbel

Runde eins: ausgeschieden Gruppe neun (Rang sechs), kein Duell gewonnen – fünf verloren, sieben Treffer erzielt – 25 erlitten
1:5-Niederlage gegen Aladár Gerevich aus Ungarn
3:5-Niederlage gegen Michael D’Asaro aus den Vereinigten Staaten von Amerika
1:5-Niederlage gegen Emeric Arus aus Rumänien
0:5-Niederlage gegen Gustave Balister aus Belgien
2:5-Niederlage gegen Michael Ron aus Israel

- Abderraouf El-Fassy
  - Florett

Runde eins: ausgeschieden in Gruppe zehn (Rang sechs), kein Duell gewonnen – fünf verloren, sieben Treffer erzielt – 25 erlitten
0:5-Niederlage gegen Eberhard Mehl aus Deutschland
1:5-Niederlage gegen Ryszard Parulski aus Polen
2:5-Niederlage gegen Albert Axelrod aus den Vereinigten Staaten von Amerika
2:5-Niederlage gegen Jaime Duque aus Kolumbien
2:5-Niederlage gegen Claudio Polledri aus der Schweiz

- Charles El-Gressy
  - Degen

Runde eins: ausgeschieden in Gruppe eins (Rang sechs), kein Duell gewonnen – fünf verloren, zehn Treffer erzielt – 25 erlitten
0:5-Niederlage gegen Jacques Guittet aus Frankreich
1:5-Niederlage gegen Brian Pickworth aus Neuseeland
3:5-Niederlage gegen Bohdan Gonsior aus Polen
3:5-Niederlage gegen Emilio Echeverri aus Kolumbien
3:5-Niederlage gegen Raoul Barouch aus Tunesien
  - Florett

Runde eins: ausgeschieden in Gruppe acht (Rang sechs), kein Duell gewonnen – fünf verloren, acht Treffer erzielt – 25 erlitten
0:5-Niederlage gegen Jean Link aus Luxemburg
2:5-Niederlage gegen László Kamuti aus Ungarn
4:5-Niederlage gegen Brian McCowage aus Australien
0:5-Niederlage gegen Heizaburō Ōkawa aus Japan
2:5-Niederlage gegen Orvar Lindwall aus Schweden

- Abbes Harchi
  - Degen

Runde eins: ausgeschieden in Gruppe sechs (Rang fünf), zwei Duelle gewonnen – drei verloren, 15 Treffer erzielt – 19 erlitten
1:5-Niederlage gegen Bruno Habārovs aus der Sowjetunion
2:5-Niederlage gegen Janusz Kurczab aus Polen
2:5-Niederlage gegen Jules Amez-Droz aus der Schweiz
5:4-Sieg gegen Christopher Bland aus Irland
5:0-Sieg gegen John Simpson aus Australien

- Abderrahman Sebti
  - Degen

Runde eins: ausgeschieden in Gruppe drei (Rang sieben), kein Duell gewonnen – sechs verloren, 13 Treffer erzielt – 30 erlitten
4:5-Niederlage gegen Kazuhiko Tabuchi aus Japan
3:5-Niederlage gegen Alberto Pellegrino aus Italien
0:5-Niederlage gegen David Micahnik aus den Vereinigten Staaten von Amerika
1:5-Niederlage gegen Raúl Martínez aus Argentinien
2:5-Niederlage gegen George Carpenter aus Irland
3:5-Niederlage gegen Claudio Polledri aus der Schweiz
  - Säbel

Runde eins: ausgeschieden in Gruppe zwei (Rang sechs), kein Duell gewonnen – drei verloren, drei Treffer erzielt – 15 erlitten
1:5-Niederlage gegen Nugsar Assatiani aus der Sowjetunion
1:5-Niederlage gegen Günther Ulrich aus Österreich
1:5-Niederlage gegen Michael Sichel aus Australien

### Gewichtheben
- Mustapha Adnane
  - Mittelgewicht

Finale: 356,0 kg, Rang 13
Militärpresse: 115,0 kg, Rang neun
Reißen: 110,0 kg, Rang zwölf
Stoßen: 140,0 kg, Rang zwölf

- Abdel Kader Ben Kamel
  - Leichtschwergewicht

Finale: 337,5 kg, Rang 20
Militärpresse: 105,0 kg, Rang 22
Reißen: 102,5 kg, Rang 21
Stoßen: 130,0 kg, Rang 20

- Mohamed Miloud
  - Mittelgewicht

Finale: 327,5 kg, Rang 19
Militärpresse: 105,0 kg, Rang 18
Reißen: 97,5 kg, Rang 20
Stoßen: 125,0 kg, Rang 18

- Abderrahim Tazi
  - Leichtgewicht

Finale: 307,5 kg, Rang 23
Militärpresse: 90,0 kg, Rang 27
Reißen: 92,5 kg, Rang 25
Stoßen: 125,0 kg, Rang 20

### Leichtathletik
- Rhadi Ben Abdesselam
  - 10.000 Meter Lauf

Finale: 29:34,4 Minuten (handgestoppt), 29:32,00 Minuten (automatisch gestoppt), Rang 14
  - Marathon

Finale: 2:15:41,6 Stunden, Rang zwei

- Bakir Benaïssa
  - Marathon

Finale: 2:21:21,4 Stunden, Rang acht

- Bouchaib El-Maachi
  - 100 Meter Lauf

Runde eins: ausgeschieden in Lauf vier (Rang fünf), 10,9 Sekunden (handgestoppt), 11,11 Sekunden (automatisch gestoppt)
  - 200 Meter Lauf

Runde eins: ausgeschieden in Lauf sieben (Rang fünf), 22,3 Sekunden (handgestoppt), 22,34 Sekunden (automatisch gestoppt)

- Mohamed Lahcen
  - 3000 Meter Hindernislauf

Runde eins: ausgeschieden in Lauf drei (Rang elf), 9:29,4 Minuten (handgestoppt)

- Ahmed Lazreg
  - 800 Meter Lauf

Runde eins: ausgeschieden in Lauf vier (Rang sechs), 1:55,7 Minuten (handgestoppt), 1:55,91 Minuten (automatisch gestoppt)

- Mohamed Saïd
  - 5000 Meter Lauf

Runde eins: ausgeschieden in Lauf zwei (Rang zehn), 14:53,6 Minuten (handgestoppt)

- Allah Saoudi
  - Marathon

Finale: 2:59:41,0 Stunden, Rang 61

- Mohamed Zouaki
  - 400 Meter Hürden

Runde eins: ausgeschieden in Lauf eins (Rang sechs), 52,5 Sekunden (handgestoppt), 52,65 Sekunden (automatisch gestoppt)

### Moderner Fünfkampf
- Mohamed Ben Checkroun
Finale: Wettkampf nicht beendet (DNF)
Pistolenschießen: Wettkampf nicht angetreten
Degenfechten: Wettkampf nicht angetreten
Schwimmen: Wettkampf nicht angetreten
Springreiten: 671 Punkte (751 Punkte – 80 Strafpunkte), 10:23,0 Minuten, Rang 52
Crosslauf: Wettkampf nicht angetreten

- Naji El-Mekki
  - Einzel

Finale: Wettkampf nicht beendet (DNF)
Pistolenschießen: Wettkampf nicht angetreten
Degenfechten: Wettkampf nicht angetreten
Schwimmen: Wettkampf nicht angetreten
Springreiten: Wettkampf nicht beendet (DNF)
Crosslauf: Wettkampf nicht angetreten

### Radsport
Straße

Mannschaftszeitfahren (100 km)
- Ergebnisse
Finale: 2:27:41,35 Stunden, Rang 19
- Mannschaft
Mohamed El Gourch
Mohamed Ghandora
Abdallah Lahoucine
Ahmed Omar

Einzel
- Mohamed El Gourch
  - Straßenrennen (175,3 km)

Finale: 4:21:38 Stunden, Rang 45

- Mohamed Ghandora
  - Straßenrennen (175,3 km)

Finale: 4:21:38 Stunden, Rang 46

- Abdallah Lahoucine
  - Straßenrennen (175,3 km)

Finale: 4:25:44 Stunden, Rang 57

- Ahmed Omar
  - Straßenrennen (175,3 km)

Finale: Rennen nicht beendet (DNF)

### Ringen
Freistil
Griechisch-römisch
- Sam Azoulay
  - Weltergewicht

Rang 15, ausgeschieden nach Runde drei mit sieben Minuspunkten
Runde eins: Punktniederlage gegen Ben Ali von der Vereinigten Arabischen Republik, drei Minuspunkte
Runde zwei: Freilos
Runde drei: Schulterniederlage gegen René Schiermeyer aus Frankreich, sieben Minuspunkte

- Michel Ben Akoun
  - Bantamgewicht

Rang 25, ausgeschieden nach Runde zwei mit acht Minuspunkten
Runde eins: Schulterniederlage gegen Ion Cernea aus Rumänien, vier Minuspunkte
Runde zwei: Schulterniederlage gegen Loek Alflen aus den Niederlanden, acht Minuspunkte

- Mohamed Moukrim Ben Mansour
  - Leichtgewicht

Rang 21, ausgeschieden nach Runde zwei mit sieben Minuspunkten
Runde eins: Schulterniederlage gegen Mitsuharu Kitamura aus Japan, vier Minuspunkte
Runde zwei: Punktniederlage gegen Ibrahim Awariki aus dem Libanon, sieben Minuspunkte

- Hammou Haddaoui Khadir
  - Mittelgewicht

Rang 15, ausgeschieden nach Runde zwei mit sechs Minuspunkten
Runde eins: Unentschieden gegen Ronald Hunt aus Australien, zwei Minuspunkte
Runde zwei: Schulterniederlage gegen Bolesław Dubicki aus Polen, sechs Minuspunkte

- Rahal Mahassine
  - Federgewicht

Rang 15, ausgeschieden nach Runde drei mit sieben Minuspunkten
Runde eins: Freilos
Runde zwei: Punktniederlage gegen Lee Allen aus den Vereinigten Staaten von Amerika, drei Minuspunkte
Runde drei: Schulterniederlage gegen Imre Polyák aus Ungarn, sieben Minuspunkte

### Schießen
- Mohamed Ben Boujemaa
  - Kleinkaliber liegend

Qualifikation: Gruppe zwei, 279 Punkte, Rang 42, Gesamtrang 85, nicht für das Finale qualifiziert
Runde eins: 62 Punkte, Rang 42
Runde zwei: 68 Punkte, Rang 42
Runde drei: 74 Punkte, Rang 42
Runde vier: 75 Punkte, Rang 42

- Naji El-Mekki
  - Freie Scheibenpistole

Qualifikation: Gruppe eins, 247 Punkte, Rang 33, Gesamtrang 66, nicht für das Finale qualifiziert
Runde eins: 47 Punkte, Rang 33
Runde zwei: 65 Punkte, Rang 32
Runde drei: 63 Punkte, Rang 33
Runde vier: 72 Punkte, Rang 32v
  - Schnellfeuerpistole

Finale: 501 Punkte, Rang 54
Runde eins: 245 Punkte, Rang 55
Runde zwei: 256 Punkte, Rang 53

- Abdesselem Lahmidi
  - Kleinkaliber Dreistellungskampf

Qualifikation: Gruppe eins, 316 Punkte, Gesamtrang 75, nicht für das Finale qualifiziert
Kniend: 97 Punkte
Runde eins: 49 Punkte
Runde zwei: 48 Punkte
Liegend: 158 Punkte
Runde eins: 77 Punkte
Runde zwei: 81 Punkte
Stehend: 61 Punkte
Runde eins: 33 Punkte
Runde zwei: 28 Punkte

- Bouchaib Zeroual
  - Kleinkaliber Dreistellungskampf

Qualifikation: Gruppe zwei, 360 Punkte, Gesamtrang 74, nicht für das Finale qualifiziert
Kniend: 97 Punkte
Runde eins: 37 Punkte
Runde zwei: 60 Punkte
Liegend: 155 Punkte
Runde eins: 68 Punkte
Runde zwei: 87 Punkte
Stehend: 108 Punkte
Runde eins: 50 Punkte
Runde zwei: 58 Punkte
  - Kleinkaliber liegend

Qualifikation: Gruppe eins, 335 Punkte, Rang 43, Gesamtrang 84, nicht für das Finale qualifiziert
Runde eins: 87 Punkte, Rang 41
Runde zwei: 86 Punkte, Rang 42
Runde drei: 78 Punkte, Rang 43
Runde vier: 84 Punkte, Rang 43

### Segeln
- El-Moustafa Haddad
  - Finn-Dinghi

Finale: 1.442 Punkte, Rang 31
Rennen eins: 168 Punkte, 1:55:35 Stunden, Rang 30
Rennen zwei: 366 Punkte, 2:08:42 Stunden, Rang 19
Rennen drei: 198 Punkte, 1:51:14 Stunden, Rang 28
Rennen vier: 168 Punkte, 2:21:31 Stunden, Rang 30
Rennen fünf: 127 Punkte, 2:00:11 Stunden, Rang 33
Rennen sechs: 198 Punkte, 2:04:35 Stunden, Rang 28
Rennen sieben: 344 Punkte, 1:55:37 Stunden, Rang 20

### Turnen
Mannschaftsmehrkampf
- Ergebnisse
Finale: 338,00 Punkte (153,60 Punkte Pflicht – 184,40 Punkte Kür), Rang 20
- Mannschaft
Ahmed Fellat
Kacem Klifa
Miloud M'Sellek
Abdesselem Regragui
Mohamed Sekkat
Darif Tanjaoui

Einzel
- Ahmed Fellat
  - Einzelmehrkampf

Finale: 70,70 Punkte (32,45 Punkte Pflicht – 38,25 Punkte Kür), Rang 124
Bodenturnen: 15,60 Punkte (7,65 Punkte Pflicht – 7,95 Punkte Kür), Rang 123
Pferdsprung: 15,65 Punkte (8,30 Punkte Pflicht – 7,35 Punkte Kür), Rang 120
Barren: 10,40 Punkte (3,50 Punkte Pflicht – 6,90 Punkte Kür), Rang 124
Reck: 10,80 Punkte (5,00 Punkte Pflicht – 5,80 Punkte Kür), Rang 123
Ringe: 8,75 Punkte (4,00 Punkte Pflicht – 4,75 Punkte Kür), Rang 125
Seitpferd: 9,50 Punkte (4,00 Punkte Pflicht – 5,50 Punkte Kür), Rang 123

- Kacem Klifa
  - Einzelmehrkampf

Finale: 6,50 Punkte (0,00 Punkte Pflicht – 6,50 Punkte Kür), Rang 130
Barren: 2,50 Punkte (2,50 Punkte Kür), Rang 129
Reck: 4,00 Punkte (4,00 Punkte Kür), Rang 130

- Miloud M'Sellek
  - Einzelmehrkampf

Finale: 65,00 Punkte (28,75 Punkte Pflicht – 36,25 Punkte Kür), Rang 125
Bodenturnen: 12,15 Punkte (6,65 Punkte Pflicht – 5,50 Punkte Kür), Rang 128
Pferdsprung: 16,80 Punkte (8,30 Punkte Pflicht – 8,50 Punkte Kür), Rang 109
Barren: 9,50 Punkte (4,00 Punkte Pflicht – 5,50 Punkte Kür), Rang 126
Reck: 7,35 Punkte (1,00 Punkte Pflicht – 6,35 Punkte Kür), Rang 127
Ringe: 12,20 Punkte (5,80 Punkte Pflicht – 6,40 Punkte Kür), Rang 123
Seitpferd: 7,00 Punkte (3,00 Punkte Pflicht – 4,00 Punkte Kür), Rang 127

- Abdesselem Regragui
  - Einzelmehrkampf

Finale: 62,50 Punkte (28,70 Punkte Pflicht – 33,80 Punkte Kür), Rang 126
Bodenturnen: 14,10 Punkte (6,70 Punkte Pflicht – 7,40 Punkte Kür), Rang 126
Pferdsprung: 12,75 Punkte (6,00 Punkte Pflicht – 6,75 Punkte Kür), Rang 127
Barren: 10,25 Punkte (4,50 Punkte Pflicht – 5,75 Punkte Kür), Rang 125
Reck: 9,15 Punkte (4,00 Punkte Pflicht – 5,15 Punkte Kür), Rang 125
Ringe: 7,50 Punkte (3,50 Punkte Pflicht – 4,00 Punkte Kür), Rang 128
Seitpferd: 8,75 Punkte (4,00 Punkte Pflicht – 4,75 Punkte Kür), Rang 125

- Mohamed Sekkat
  - Einzelmehrkampf

Finale: 78,85 Punkte (36,15 Punkte Pflicht – 42,70 Punkte Kür), Rang 123
Bodenturnen: 16,15 Punkte (7,70 Punkte Pflicht – 8,45 Punkte Kür), Rang 119
Pferdsprung: 14,45 Punkte (6,50 Punkte Pflicht – 7,95 Punkte Kür), Rang 126
Barren: 14,10 Punkte (6,00 Punkte Pflicht – 8,10 Punkte Kür), Rang 122
Reck: 10,45 Punkte (5,50 Punkte Pflicht – 4,95 Punkte Kür), Rang 124
Ringe: 13,35 Punkte (6,10 Punkte Pflicht – 7,25 Punkte Kür), Rang 122
Seitpferd: 10,35 Punkte (4,35 Punkte Pflicht – 6,00 Punkte Kür), Rang 122

- Darif Tanjaoui
  - Einzelmehrkampf

Finale: 59,95 Punkte (27,55 Punkte Pflicht – 32,40 Punkte Kür), Rang 127
Bodenturnen: 15,95 Punkte (7,55 Punkte Pflicht – 8,40 Punkte Kür), Rang 121
Pferdsprung: 11,50 Punkte (6,00 Punkte Pflicht – 5,50 Punkte Kür), Rang 128
Barren: 9,25 Punkte (3,00 Punkte Pflicht – 6,25 Punkte Kür), Rang 127
Reck: 6,00 Punkte (3,00 Punkte Pflicht – 3,00 Punkte Kür), Rang 129
Ringe: 8,20 Punkte (4,20 Punkte Pflicht – 4,00 Punkte Kür), Rang 127
Seitpferd: 9,05 Punkte (3,80 Punkte Pflicht – 5,25 Punkte Kür), Rang 124